# Pauk krstaš
Pauk krstaš (лат. Araneus diadematus) je pauk iz porodice Araneidae koji se prepoznaje po šari u obliku krsta na leđima, opistozomi. Telo mu je krupno i ženke su krupnije od mužjaka. Poznat je i po nazivu baštenski pauk.
Ime vrste potiče od belih mrlja na njegovom telu, gde je barem par njih postavljeno pod pravim uglom, čineći tako formu nalik krstu. Pored vrtova, livada, šumskih čistina i živica, neretko ga možete naći ispred objekata sa spoljnom rasvetom, jer svetlo privlači njegovu lovinu. Ako ga vidite da naopako stoji u centru svoje mreže, tipičan položaj, znajte da je u pitanju ženka. Mužjaci ne pletu mrežu. Pre nego što isplete novu mrežu, staru pojede radi uštede proteina. 
Pauk krstaš je bezopasan za ljude, osim male neprijatnosti na mestu ujeda. U tradicionalnoj evropskoj medicini paučina pauka krstaša je korišćena za zaceljivanje posekotina i rana kao i za zaustavljanje krvarenja. Naučno tumačenje dotične tehnike se opravdava činjenicom da je paukova mreža bogata vitaminom K, koji pomaže u zgrušavanju krvi. Koliko je to bila popularna medicinska primena paukove mreže nekada, govori i podatak da dotičnu tehniku pominje čak i Šekspir u svojoj komediji San letnje noći. Paukovi krstaši se uglavnom hrane drugim insektima, koji su često opasniji po čoveka.

## Paukova mreža
Ženke su zadužene za ispredanje mreže koje je kod ove vrste dobro proučeno. Paučina koju pletu ženke je simetrična i kružna. Za nju je potrebno oko 20 m vlakana, 1000 tačaka oslonca, a teška je samo oko 0,5 mg. Ovako ispletena paučina može da izdrži 4 000 puta težu žrtvu koja se u nju uplela tako da se iz nje može osloboditi samo ako je jako snažna.
Pauk plete mrežu po tačno određenoj šemi. Naime, prvo na pogodnom mestu isplete okvir mreže koji je najčešće četvorougaonog ili poligonalnog, nepravilnog oblika i pričvrsti ga za čvrst oslonac (zid, grančice i dr). Zatim ispreda niti po dijagonalama unutar okvira a onda radijalne niti od centra okvira ka njegovoj periferiji. Na kraju plete spiralne niti kojima povezuje celu mrežu i posipa ih sićušnim lepljivim kapljicama za koje se, kao za lepak, hvataju insekti. Nedaleko od postavljene mreže, obično na nekom skrovitom mestu, pauk gradi gnezdo koje je spojeno preko jednog signalnog vlakna sa samim centrom mreže. Preko tog vlakna, pauk koji miruje u gnezdu je obavešten kada se plen uhvati u mrežu.
Pletenje mreže predstavlja preduslov za uspešan lov koji se sastoji u strpljivom čekanju da plen (najčešće insekti) uleti u mrežu i u nju se uplete. Pre nego što počne da iz njega isisava sokove, pauk svoj ulovljeni plen prethodno dobro obavije paučinom.
1. ↑  „Taxon details Araneus diadematusS Clerck, 1757”, World Spider Catalog, Natural History Museum Bern, Приступљено 2023-01-19